# 아에로플로트 821편 추락 사고
아에로플로트 821편 추락 사고는 승객 82명과 승무원 6명 등 88명을 태우고 모스크바를 출발하여 페름에 도착할 예정이었던 여객기가 2008년 9월 14일 조종사의 실수로 추락한 사고이다.

## 사고기 기체 정보
- 기종명 : 보잉 737-505
- 등록번호 : VP-BKO
- 탑승자 : 88명(승객 82, 승무원 6)
- 사망자 : 탑승자 88명 전원 (생존자 없음)
- 출발지 : 모스크바 셰레메티예보 국제공항
- 도착 예정지 : 페름 볼쇼이 사비노 공항

## 사고기의 탑승객 국적 명단
사고기에는 탑승객 국적을 살펴본 결과 러시아인이 66명으로 가장 많이 탑승했으며 그 다음으로는 아제르바이잔인이 9명, 우크라이나인이 5명, 나머지는 프랑스, 미국, 독일, 라트비아, 스위스, 터키, 이탈리아, 노르웨이, 중화인민공화국 국적이 각각 1명씩 탑승한 것으로 확인되었다.

## 사고 원인
사고의 원인은 일단 기체 결함 또는 엔진 2개 중 한쪽의 고장이 원인인 것으로 추정되었으나, 최종보고서에는 조종사 실수, 부족한 훈련 및 휴식, 그리고 기장의 음주로 인한 추락이라는 결론이 나왔다.

## 같이 보기
- 아담 항공 574편 추락 사고
- 인도네시아 에어아시아 8501편 추락 사고
- 플라이두바이 981편 추락 사고